# De Soto (Missouri)
De Soto è un comune degli Stati Uniti d'America, situato nello Stato del Missouri, nella contea di Jefferson.